# Kotschya
Kotschya är ett släkte av ärtväxter. Kotschya ingår i familjen ärtväxter.

## Dottertaxa tillKotschya, i alfabetisk ordning[1]
- Kotschya aeschynomenoides
- Kotschya africana
- Kotschya bullockii
- Kotschya capitulifera
- Kotschya carsonii
- Kotschya coalescens
- Kotschya eurycalyx
- Kotschya goetzei
- Kotschya imbricata
- Kotschya longiloba
- Kotschya lutea
- Kotschya micrantha
- Kotschya ochreata
- Kotschya oubanguiensis
- Kotschya parvifolia
- Kotschya perrieri
- Kotschya platyphylla
- Kotschya princeana
- Kotschya prittwitzii
- Kotschya recurvifolia
- Kotschya scaberrima
- Kotschya schweinfurthii
- Kotschya speciosa
- Kotschya stolonifera
- Kotschya strigosa
- Kotschya strobilantha
- Kotschya suberifera
- Kotschya thymodora
- Kotschya uguenensis
- Kotschya uniflora